# Jean Taralon
Jean Taralon est un conservateur français né le 25 avril 1909 à Pervenchères (Orne) et mort à Paris 13e le 17 septembre 1996,,.

## Biographie
Après des études de lettres et de droit et un diplôme en sciences politiques, il entre au service de l’État comme ingénieur des travaux publics.
En 1946, il est nommé inspecteur des Monuments historiques. Sa carrière le conduit successivement à la conservation du château de Champs-sur-Marne (Seine-et-Marne), du musée des Plans-reliefs (Paris), puis à la direction du centre de recherche des Monuments historiques.
Il est nommé Inspecteur général  le 19 mars 1969, puis membre du conseil supérieur archéologique.
Il est à l'origine de la création du Laboratoire de recherche des Monuments historiques.
Son nom est associé au sauvetage des fresques de Saint-Savin-sur-Gartempe (Vienne) et du portail de l'église de Moissac (Haute-Garonne), mais également à l'étude et à la restauration de la "majesté de Sainte Foy", statue reliquaire de Sainte-Foy de Conques. Le square aménagé au sud-Ouest de l'abbatiale Sainte-Foy à Conques porte désormais son nom.

## Distinctions
- Médaille de la recherche de l'académie d'architecture en 1978[9].
- Officier de la Légion d'honneur[10]Principales expositions [11]:
- Le vitrail français, 1953, Musée des arts décoratifs
- Trésors des églises de France, 1965, Musée des arts décoratifs[12]
- L'Europe gothique, 1968, Musée du Louvre